# Alfredo Rossi y Rossi
Alfredo Rossi y Rossi (* 8. Oktober 1920 in Olavarría) ist ein argentinischer Komponist.
Rossi hatte bereits als Kind Klavierunterricht und trat später als Pianist und Bandoneonist auf. Ein Kompositionsstudium absolvierte er erst in den 1950er Jahren bei Alberto Ginastera, José Martí Llorca, Gerardo Gandini und später bei Jorge Pítari. Von 1968 bis 1985 war er Professor für Harmonielehre, Kontrapunkt und Fuge am Conservatorio Provincial y Nacional de Música sowie Dirigent des Orquesta Sinfónica y de Cuerdas seiner Heimatstadt. Hierfür wurde er 1998 mit dem Goldenen Taktstock der Gesellschaft Personajes de mi ciudad ausgezeichnet.
Neben einem Ballett komponierte Rossi Orchesterwerke, Kammermusik, Stücke für Soloinstrumente und Chorwerke. Seine Kompositionen wurden u. a. im Teatro Colón und Teatro Coliseo in Buenos Aires, in anderen argentinischen Städten und in Europa aufgeführt. Rossi wurde u. a. mit dem Premio del fondo Nacional de las Artes (1989) und mehrfach mit dem Preis des argentinischen Komponistenverbandes ausgezeichnet.

## Werke
- Estudio (octavas) für Klavier, 1940
- Preludio Fantasía für Klavier, 1941
- Vals für Klavier, 1942
- Recuerdo de amor für Klavier, 1943
- Fantasía, Recuerdos de mi juventud für Klavier, Streichorchester und Pauken, 1943; 1975
- Zamba fantasía für Klavier, 1944
- Como pude hacerte mal, tango für Klavier, 1963
- Preludio y malambo für Orchester, 1965
- Almacén de campaña, 1966
- Sonata para violín y piano, 1967
- Malambo Nº 1 für Orchester, 1969
- La magia de la noche für Sopran, Kontraalt und Klavier, Text von Ana María Rossi, 1969
- Preludio Nº 1 für Klavier, 1969
- El escondido für Streichquartett, 1970
- El ave, Lied, 1970
- Preludio für Gitarre, 1970
- Perplejo elemental Nº 7 für Sopran, Kontraalt und Klavier, 1970
- Variaciones y fuga für Klavier, 1971
- Poema Sinfónico Martín Fierro für Orchester, 1972
- El ruego für Frauenchor, 1973
- Rima-60 für Chor, Text von Gustavo Adolfo Bécquer, 1973
- Ciclo de 5 canciones, Text von Baldomero Fernández Moreno, 1976
- Cinco piezas für Streichquartett, 1977
- Dos movimientos sinfónicos, 1978
- Elegía a mi padre für Streichorchester, 1980
- Nos guía una estrella für Chor und Streichorchester, Text von Susana Rossi, 1980
- Eso eres tu für Chor, 1980
- Nueve variaciones (tango 9 de Julio de Miguel Padula) für Streichorchester, 1985
- Dos piezas atonales für Klavier, 1985
- Tres tangos atonales für Klavier, 1985
- Improvisación y meditación für Gitarre, 1985
- Para Rubén, Preludio für Klavier, 1986
- Rondó infantil für Chor, 1987
- Malambo Nº 2 für Perkussion und Streichorchester, 1987
- Concierto para piano y orquesta, 1987
- XI Variaciones, Tema Coral für Klavier und Streichorchester, 1988
- '*Vuelta a la infancia für Klavier, 1988
- Tango Nº 1 für Streichquartett, 1988
- Tango Nº 2 für Bandoneon und Streichquartett, 1988
- Despertar de un dulce sentimiento für Flöte und Klavier, 1988
- Nueve Variaciones (tema Zamba de Vargas) für Klavier und Streichorchester, 1990
- Tres tangos dodecafónicos für Klavier, 1990
- Suite für Gitarrenquartett, 1990
- Suite (Preludio, Zamba, Tango, Malambo) für Gitarre, 1990
- Nueve variaciones (Zamba de Vargas) für Flöte, 1991
- Trío Argentina Nº 1 für Violine, Cello und Klavier, 1991
- Concierto para guitarra amplificada y orquesta, 1991
- Ocho variaciones, fuga y final (Zamba de Vargas) für Klavier und Streichorchester, 1991
- Memoria de mar, esperanza y vida, Poema de cámara für Tenor, Sprecher, Streichquartett und Klavier, 1992
- El gran pianista, 1993
- Tango cuassi Fantasia (Fantasía en Tango) für Klavier, Violine, Bandoneon und Sinfonieorchester, 1993
- Malambo Nº 3 für Streichorchester, 1993
- Malambo Nº 4 für Streichorchester, 1993
- Argentina III, Concierto para violonchelo y orquesta sinfónica, 1994
- Trío Argentina N° 2, 1995
- Marcha fúnebre für Orchester, 1996
- 8 variaciones sobre el tema "Himno a la Música" e Herman Possi für Streichorchester, 1998
- El pintoresco malambo. Danza del folklore argentino für Streichorchester, 2000

## Quelle
- Música Clásica Argentina - Alfredo Rossi y Rossi, Biographie, Werke

| Personendaten    | Personendaten            |
| ---------------- | ------------------------ |
| NAME             | Rossi y Rossi, Alfredo   |
| KURZBESCHREIBUNG | argentinischer Komponist |
| GEBURTSDATUM     | 8. Oktober 1920          |
| GEBURTSORT       | Olavarría                |